# Don Cazayoux

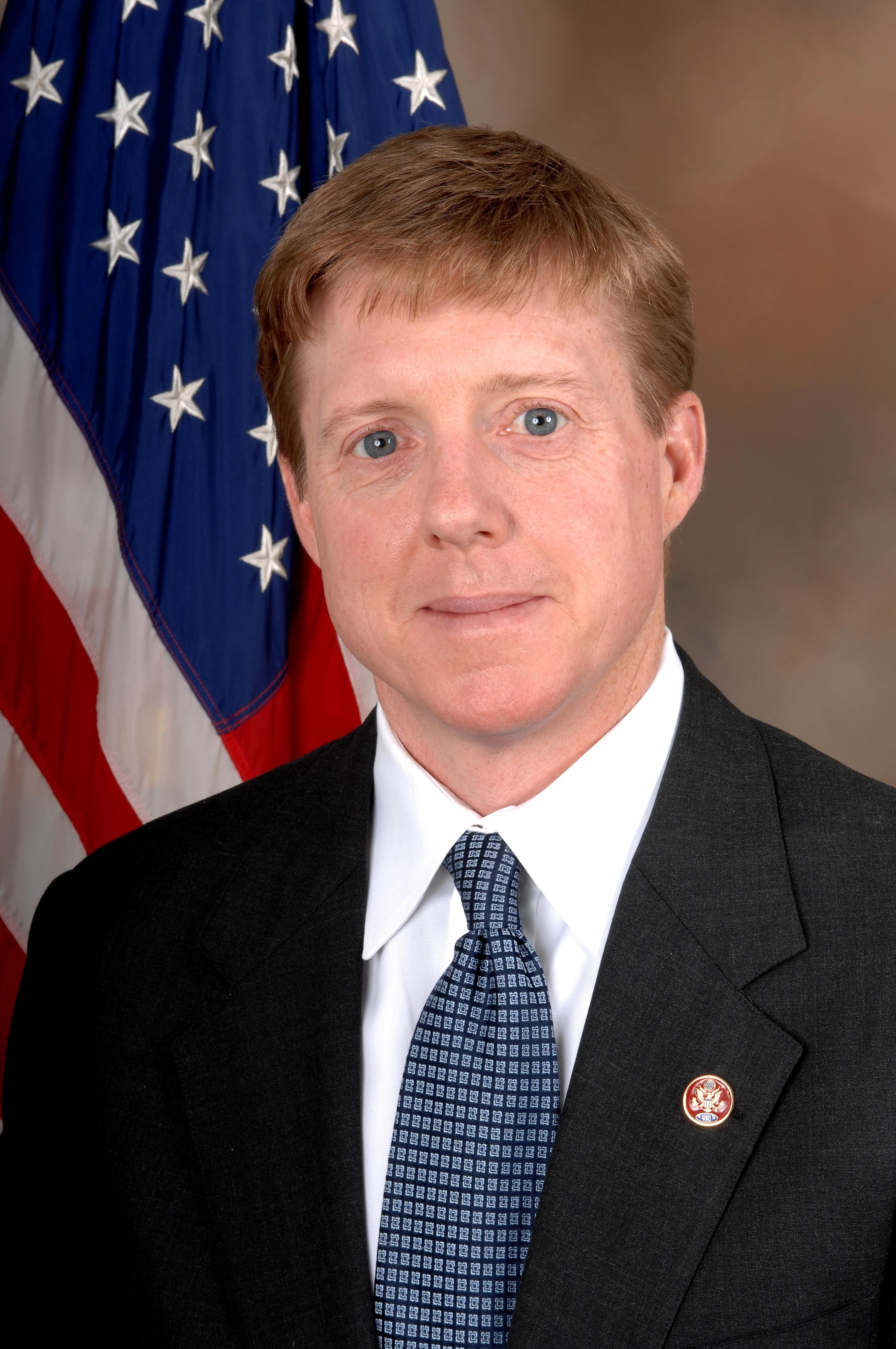
Don Cazayoux (2008)

Donald J. „Don“ Cazayoux (* 17. Januar 1964 in New Roads, Pointe Coupee Parish, Louisiana) ist ein US-amerikanischer Politiker. Zwischen 2008 und 2009 vertrat er den Bundesstaat Louisiana im US-Repräsentantenhaus.

## Werdegang
Don Cazayoux besuchte bis 1982 die Catholic High School of Pointe Coupee und studierte danach bis 1993 an der Louisiana State University. Nach einem Jurastudium an der Georgetown University in Washington, D.C. und seiner Zulassung als Rechtsanwalt begann er ab 1995 in seinem neuen Beruf zu arbeiten. Zwischen 1996 und 2000 war er stellvertretender Bezirksstaatsanwalt im 18. Gerichtsbezirk von Louisiana. Politisch schloss sich Cazayoux der Demokratischen Partei an. Von 2000 bis 2008 saß er als Abgeordneter im Repräsentantenhaus von Louisiana. Dort war er zeitweise Mitglied im Haushaltsausschuss.
Nach dem Rücktritt des Kongressabgeordneten Richard H. Baker wurde er bei der fälligen Nachwahl für den sechsten Sitz von Louisiana als dessen Nachfolger in das US-Repräsentantenhaus in Washington gewählt, wo er am 6. Mai 2008 sein neues Mandat antrat. Da er aber bei den Kongresswahlen des Jahres 2008 dem Republikaner Bill Cassidy unterlag, konnte er bis zum 3. Januar 2009 nur die von seinem Vorgänger begonnene Legislaturperiode im Kongress beenden.
Seit April 2010 ist Don Cazayoux Bundesstaatsanwalt für den mittleren Bezirk von Louisiana. Er ist seit 1986 mit seiner Frau Cherie verheiratet. Das Paar hat drei Kinder und lebt in New Roads.